# Embaixada do Brasil em Washington, D.C.
A Embaixada do Brasil em Washington, D.C. é a principal representação diplomática brasileira nos Estados Unidos. Está localizada na Embassy Row, Avenida Massachusetts, número 3006, na parte noroeste da cidade.
Os Estados Unidos foram o primeiro país a reconhecer a independência do Brasil  e a primeira missão do país foi então estabelecida na capital, Washington. Foi fundada em 1 de janeiro de 1824 quando José Silvestre Rebelo apresentou as suas credenciais ao presidente James Monroe. Em 1905 a missão foi elevada a embaixada completa.
A embaixada teve diversas sedes no distrito até 1934, quando comprou a McCormick House, uma grande mansão na avenida Massachusetts. Era logo depois na rua da nova Embaixada britânica e os brasileiros foram a segunda nação a ter uma embaixada onde hoje se abrigam dúzias.[carece de fontes?]
A mansão hoje permanece como residência do embaixador. Em 1971 uma nova chancelaria foi construída logo ao lado. A estrutura muito moderna foi desenhada pelo arquiteto brasileiro Olavo Redig de Campos.

## Uma das mais procuradas
Na diplomacia, a embaixada na capital dos Estados Unidos, faz parte do seleto grupo de embaixadas que estão em capitais ao redor do mundo com tradicional prestígio cultural, político e socioeconômico (ao lado das capitais: Roma, Paris e Londres), sendo portanto as mais procuradas por servidores do Itamaraty. Fazendo com que as cidades ganhassem em conjunto, o apelido de "Circuito Elizabeth Arden". O termo surgiu como ironia em referência ao glamour e à elegância da famosa cosmetologista Elizabeth Arden, cujas sacolas de compras estavam repletas das mais renomadas grifes de luxo da moda dessas cidades.